# St Cuthbert Out
St Cuthbert Out est une paroisse civile du Somerset, en Angleterre.